# Арнавил
Арнавил (фр. Arnaville) насеље је и општина у североисточној Француској у региону Лорена, у департману Мерт и Мозел која припада префектури Тул.
По подацима из 2011. године у општини је живело 621 становника, а густина насељености је износила 118,97 становника/km². Општина се простире на површини од 5,22 km². Налази се на средњој надморској висини од 200 метара (максималној 354 m, а минималној 171 m).

## Демографија
| 1962. | 1968. | 1975. | 1982. | 1990. | 1999. | 2011. |
| ----- | ----- | ----- | ----- | ----- | ----- | ----- |
| 665   | 663   | 640   | 583   | 597   | 609   | 621   |

График промене броја становника у току последњих година